# Nordenfelt II
Nordenfelt II oder Abdülhamid war das erste U-Boot der osmanischen Marine. Es war das dritte von dem englischen Ingenieur George William Garrett entworfene und zweite von dem schwedischen Industriellen Thorsten Nordenfelt gebaute Unterseeboot.

## Geschichte
Nachdem Griechenland mit der Nordenfelt I das erste U-Boot erhalten hatte, bestellte die Hohe Pforte am 23. Januar 1886 gleich zwei größere U-Boote. Die Nordenfelt II lief am 6. September 1886 in der Barrow Shipbuilding Company in England vom Stapel. Später wurde sie nach Sultan Abdülhamid II. Abdülhamid genannt. Das Schwesterschiff war die Nordenfelt III, das später Abdülmecid getauft wurde. Das Schiff wurde von einer 250 PS starken Einzylinder-Dampfmaschine, die von einem Dampfkessel der Firma Des Vignes aus Chertsey gespeist wurde, angetrieben. Für die Fahrt unter Wasser verfügte es über zwei Dampfspeicherbehälter. Hier konnte im aufgetauchten Zustand überschüssiger Dampf gespeichert werden, der für den Antrieb im untergetauchten Zustand genutzt werden konnte. Diese sogenannten Franq-Maschine arbeitet nach demselben Prinzip wie die Lamm-Maschine der Resurgam II.
Nach der Fertigstellung wurde die Nordenfelt II zerlegt, in Einzelteilen nach Istanbul transportiert und in den Kaiserlichen Werften wieder zusammengesetzt. Am 5. Februar 1887 begannen die ersten Testfahrten. Als Kapitän fungierte der eigens hierfür angereiste Konstrukteur George William Garrett. Zunächst konnte man erfolgreich einige Tauchgänge absolvieren, die jedoch nur 20 Sekunden dauerten. Im Frühjahr 1888 gelang es, im untergetauchten Zustand einen Torpedo abzufeuern. Die Abdülhamid war somit das erste U-Boot, mit dem dies gelang. Jedoch war das Schiff extrem unstabil. Beim Abfeuern des Torpedos wäre es fast gesunken. Es zeigte sich bald, dass das U-Boot völlig unbrauchbar war, und als es beinahe gesunken wäre, nachdem ein Schiff nahe vorbei fuhr, weigerte sich die Mannschaft, wieder an Bord zu gehen und man fand auch keine neuen Freiwilligen. Garrett musste fliehen, um einer Verhaftung zu entgehen.

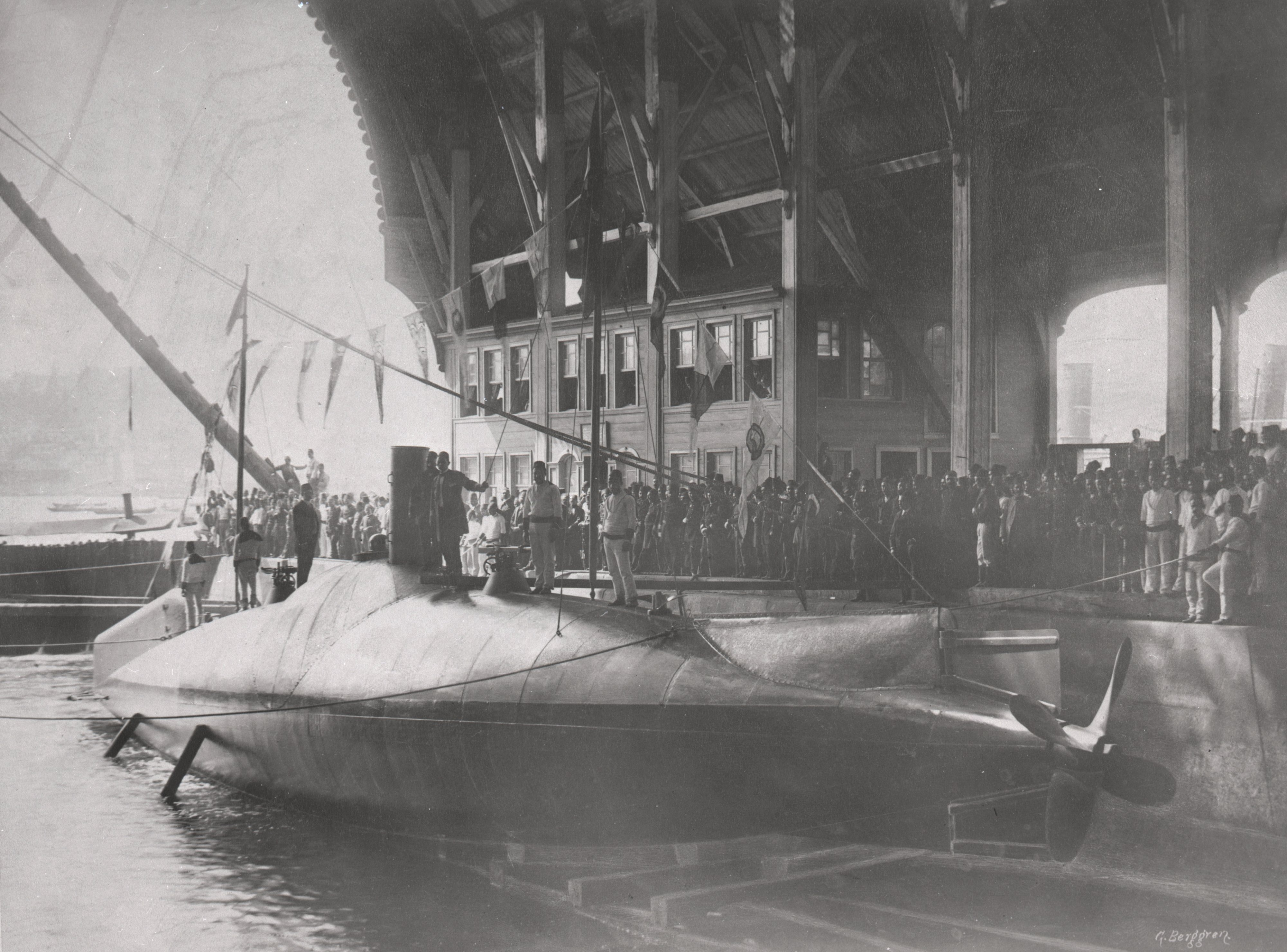
Das U-Boot um 1886
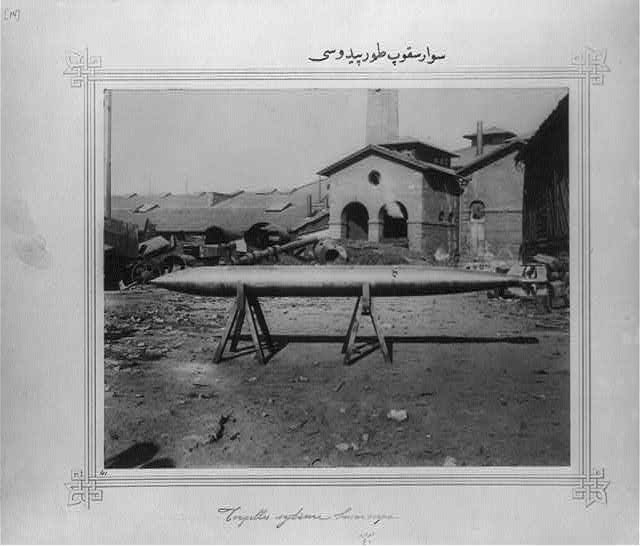
Schwartzkopff-Torpedo der U-Boote